# Sallustio di Emesa
Sallustio di Emesa (in greco antico: Σαλούστιος?, Saloùstios; Emesa, seconda metà V secolo – ...) è stato un filosofo e retore greco antico, probabilmente l'ultimo esponente della scuola cinica di cui abbiamo notizia.

## Biografia
Il padre di Sallustio, Basilide, era siriano; sua madre Teoclea originaria di Emesa, dove probabilmente nacque Sallustio, e dove visse durante la prima parte della sua vita. 
Si applicò prima allo studio della giurisprudenza e studiò l'arte oratoria sotto la guida di Eunoio a Emesa. Successivamente abbandonò gli studi forensi e intraprese la professione di sofista, rivolgendo la sua attenzione soprattutto agli oratori attici e apprendendo tutte le orazioni di Demostene a memoria, tanto che le sue stesse composizioni erano ritenute non indegne dei grandi modelli che imitava. Trovando gli insegnamenti di Eunoio non più utili per lui, Sallustio si recò ad Atene e anche ad Alessandria (in compagnia di Isidoro di Alessandria), studiando nelle scuole di retorica. 
Successivamente prese gusto per la filosofia e, dopo aver studiato con i neoplatonici, si avvicinò alle dottrine dei cinici, che da allora in poi mantenne con grande ardore. 
Simplicio racconta che Sallustio «metteva un carbone ardente sulla sua coscia e soffiava sul fuoco, per cercare di vedere per quanto tempo era in grado di sopportare il dolore». Attaccò i filosofi del suo tempo con notevole veemenza, dichiarando impossibile la filosofia e dissuadendo i giovani dal ricorrere ai maestri di essa. 
Impiegò la sua eloquenza e il suo ingegno nell'attaccare le follie e i vizi dei suoi contemporanei, e riuscì a litigare con lo stesso Proclo. Secondo Fozio fingeva una sorta di divinazione, professando di poter dire dall'aspetto degli occhi di una persona che tipo di morte avrebbe avuto.
A questo filosofo cinico è stato per secoli attribuito il trattato Sugli dei e sul mondo, oggi attribuito ad un altro omonimo.